# Sloane's addervis
Sloan's addervis (Chauliodus sloani) is een straalvinnige vissensoort uit de familie van Stomiidae. De soort is voor het eerst beschreven door Bloch & Schneider en de naam is door hen in 1801 geldig gepubliceerd.

## Kenmerken
Het langgerekte, geschubde lichaam van deze diepzeevis is blauwzwart en heeft een grote bek met bijzonder lange, transparante tanden. De grote tanden passen niet in de bek en zijn bezet met fijne weerhaakjes. Achter de kop, die hoger ligt dan de romp, bevindt zich een boogvormige, verlengde rugvinstraal, die vissen moet aanlokken. Op de flanken en rondom de bek bevinden zich rijen fotoforen, die ook als lokmiddel moeten dienen. De lichaamslengte bedraagt maximaal 35 cm en het gewicht tot 30 kg.

## Verspreiding en leefgebied
Deze soort komt wereldwijd voor in gematigde en (sub)tropische zeeën op grote diepten.